# Campeonato Paranaense de Futebol de 1922
O Campeonato Paranaense de 1922 foi a oitava edição do campeonato estadual e o Britânia Sport Club conquistou o título, sendo o seu penta-campeonato. 
O artilheiro da competição foi o jogador Joaquim Martim do Britânia SC (seu sexto troféu como artilheiro), agora quebrando o recorde com 25 gols marcados. Outros detalhes do deste campeonato: a competição contou com oito participantes e o Coritiba desistiu após o primeiro turno, além da estreia do Campo Alegre e o Torneio Inicio foi conquistado pelo Savóia Futebol Clube no dia 2 de abril.

## Clubes Participantes
| Equipe                        | Cidade   | Região                           | No ano anterior | Estádio | Capacidade | Títulos                  | Participações |
| ----------------------------- | -------- | -------------------------------- | --------------- | ------- | ---------- | ------------------------ | ------------- |
| América                       | Curitiba | Região Metropolitana de Curitiba | Sétimo Lugar    | --      | --         | 0 (não possui)           | 6             |
| Britânia Sport Club           | Curitiba | Região Metropolitana de Curitiba | Campeão         | --      | --         | 4 (1918, 1919,1920,1921) | 8             |
| Coritiba Foot Ball Club       | Curitiba | Região Metropolitana de Curitiba | Terceiro Lugar  | --      | --         | 1 (1916)                 | 8             |
| Internacional Futebol Clube   | Curitiba | Região Metropolitana de Curitiba | Quinto Lugar    | --      | --         | 1 (1915)                 | 7             |
| Paraná Sport Club             | Curitiba | Região Metropolitana de Curitiba | Sexto Lugar     | --      | --         | 0 (não possui)           | 5             |
| Savóia Futebol Clube          | Curitiba | Região Metropolitana de Curitiba | Quarto Lugar    | --      | --         | 0 (não possui)           | 3             |
| Palestra Itália Futebol Clube | Curitiba | Região Metropolitana de Curitiba | Vice Campeão    | --      | --         | 0 (não possui)           | 2             |
| Campo Alegre Esporte Clube    | Curitiba | Região Metropolitana de Curitiba | Estreante       | --      | --         | 0 (não possui)           | 1             |

- 1° Lugar Britânia Sport Club
- 2° Lugar Savóia Futebol Clube
- 3° Lugar Internacional Futebol Clube
- 4° Lugar Paraná Sport Club
- 5° Lugar América Futebol Clube (Paraná)
- 6° Lugar Palestra Itália Futebol Clube
- 7° Lugar Campo Alegre Esporte Clube
- 8° Lugar Coritiba Foot Ball Club [2]

## Regulamento
Campeonato com dois turnos e um torneio início. 

## Campeão
| Campeonato Paranaense de 1922 |
| ----------------------------- |
| Britânia Sport Club 5° Título |